# Pascal Vigneron
 (août 2015).
Si vous disposez d'ouvrages ou d'articles de référence ou si vous connaissez des sites web de qualité traitant du thème abordé ici, merci de compléter l'article en donnant les références utiles à sa vérifiabilité et en les liant à la section « Notes et références ».
Pour les articles homonymes, voir Vigneron (homonymie).
Pascal Vigneron, né le 23 juin 1963 à Commercy, dans la Meuse, est un musicien français, à la fois trompettiste, organiste, et chef d'orchestre.

## Biographie
Sa généalogie remonte jusqu'en 1841, où ses ancêtres résidaient dans la commune de Bruley, sur les côtes de Toul[réf. nécessaire]. Il a été professeur à l'École normale de musique de Paris  de 1999 a 2007 et est l'initiateur et le directeur artistique du Festival Bach de Toul, créé en 2010.

### Trompette
Héritier de la tradition de l’École française de trompette léguée par ses maîtres Roger Delmotte et Marcel Lagorce[réf. souhaitée], il a eu comme objectif de faire connaître cet instrument par le biais d’œuvres originales de Renaissance à nos jours. Pédagogue, musicologue, passionné par l’art et la facture instrumentale, il a été un collaborateur privilégié , et non essayeur, de la Société Henri Selmer pendant 20 ans, dirigée par Patrick Selmer (http://www.selmer.fr) . 

### Organiste
Il fut élève de Jacques Marichal (organiste de chœur à Notre-Dame de Paris). En 2005, après un travail de plus de quatre ans, il édite l'Art de la fugue de Johann Sebastian Bach avec une nouvelle instrumentation, pour cuivres, bois et orgue selon l’ordonnancement de Jacques Chailley. La critique internationale a rendu hommage à cette nouvelle version (The Independant, Midi libre, Télérama).
En tant qu'organiste, il a enregistré en compagnie de Dimitri Vassilakis et de Christine Auger le clavier bien tempéré de Bach. Il a également enregistré en 2008 les Variations Goldberg sur le Grand Orgue Curt Schwenkedel de la Cathédrale de Toul. Il vient de réaliser une nouvelle instrumentation de l'Offrande musicale BWV 1079. Un album consacré au livre d'orgue de Jean-Baptiste Nôtre, organiste de la cathédrale de Toul va voir prochainement le jour, ainsi qu'un album récital allant de Du Caurroy à Charles Tournemire.

### Chef d'orchestre
Pascal Vigneron est le chef d'orchestre de l'Orchestre de chambre du Marais. Il a dirigé le Requiem allemand de Brahms, les grandes œuvres lyriques de Mozart, la Symphonie fantastique d'Hector Berlioz, L'Histoire du soldat  de Stravinsky avec en soliste des musiciens tels, Hae Sun Kang, Dimitri Vassilakis, André Isoir, Michel Chapuis, François Castang, Monique Zanetti, Jérôme Correas, Kun Woo Paik, Sergei Edelmann, Sylvie Hue... Il a enregistré les Quatre Saisons d'Antonio Vivaldi avec en violon solo Frédéric Pelassy.
Il a à son actif plus de 28 enregistrements : l'intégrale de l’œuvre avec trompette de Jean Langlais, l'intégrale des chorals de Johann Ludwig Krebs, les concertos de trompette de Haydn, Hummel, Telemann, de nombreuses pièces baroques dont les Concertos pour orgue opus 4 de Haendel avec Michel Chapuis. 
Des créations lui sont dédiées : des pièces de Pierre Jansen (Grand Prix symphonique de la Sacem), Antoine Tisné, Pierre-Yves Level, Pierre Lantier. 
Il a également enregistré les Paraphrases sur Les Jours de l'Apocalypse d'après les poèmes d'Armel Guerne (Éditions du Zodiaque, 1967), en compagnie de Marie-Christine Barrault. Ils ont d'ailleurs inauguré ensemble la cathédrale Saint-Étienne de Toul le 20 septembre 2008 devant plus de 1 200 personnes.

### Autres activités
Pascal Vigneron maitrise les techniques numériques de l'audio et de la vidéo. À ce titre il a été directeur artistique pour l'Orchestre national d'Île-de-France sous la direction de Yoel Levi, pour l'intégrale des symphonies de Charles Camille Saint-Saëns. Directeur du Label Quantum classic, il est depuis 2010 le Directeur Artistique du Festival Bach de Toul en Lorraine.

## Discographie
Johann Sebastian Bach
- L’art de la fugue BWV 1080 pour cuivres, bois et orgue (Ordonnance des Fugues Jacques Chailley - Instrumentation Pascal Vigneron) QM 7035
- Johann Sebatian Bach, Le Clavier Bien Tempéré, vol.I et II, Enregistrement avec les trois instruments requis (orgue, piano, clavecin) accordés au tempérament Werckmeister III avec Dimitri Vassilakis et Christine Auger, enregistrement préfacé de Michel Chapuis et de Gilles Cantagrel QM 7039 - 7043
- Johann Sebastian Bach, les Variations Goldberg  premier enregistrement critique avec les trois instruments à claviers - Pascal Vigneron, orgue, Dimitri Vassilakis, piano et  Christine Auger, clavecin. QM 7053
- Johann Sebastian Bach, L'Offrande musicale, Pascal Vigneron, orgue Curt Schwenkedel du Temple de l'Annonciation de Paris QM 7058
- Johann Sebastian Bach, Les variations Goldberg, Pascal Vigneron, au Grand Orgue restauré de la Cathédrale de Toul QM 7084

Avec les Solistes de l'Orchestre de Chambre du Marais, ensemble de cuivres Pascal Vigneron.
- Johann Sebastian Bach, Les Arias pour Mezzo-Soprano et instruments obligés, Pascal Vigneron, Orgue Curt Schwenkedel du Temple de l'Annonciation de Paris, Anne Maugard, Mezzo-Soprano, Vinh Pham, violon, Patricia Nagle, Flûte, Pierre Makareenko, Hautbois. QM 7062
- Johann Sebastian Bach, Les Partitas I-II-III, Pascal Vigneron, orgue Curt Schwenkedel du Temple de l'Annonciation de Paris, de la Cathédrale de Toul et de l'église d'Arques-la-Bataille  QM 7068
- Johann Sebastian Bach, Transcriptions pour Bugle et Piano, chorals de préludes, sonates et arias
- Johann Sebastian Bach, Les Suites pour Violoncelles, transcrites pour bugle à quatre pistons

Jean-Baptiste Nôtre
- Jean-Baptiste Nôtre, Le Livre d'orgue, Premier enregistrement mondial QM 7064

Antonio Vivaldi
- Antonio Vivaldi, Les Quatre Saisons, Frédéric Pelassy, Violon - Orchestre de Chambre du Marais - P.Vigneron

Musique baroque et classique
- Georg Friedrich Haendel Concertos pour Orgue et Orchestre, Michel Chapuis, Orgue, Orchestre du Marais, Pascal Vigneron
- Les Grands Concertos pour Trompette : Haendel, Telemann, Mozart, Haydn, Hummel avec l'Orchestre de Chambre de Prague
- Divers enregistrements avec Orgue avec Pierre Méa, Vincent Warnier, Jacques Amade, Jean-Paul Imbert, Michael Matthes, etc.
- Plusieurs récitals de Musique Italienne, Anglaise, Allemande
- Johann Ludwig Krebs : Intégrale des chorals pour trompette et orgue (Première Mondiale)
- L’Art du Cantus Firmus vol.1&2, Bach, Précurseurs, Contemporains et Élèves
- Le grand orgue restauré de la cathédrale de Toul (œuvres de Couperin, Bach, Haydn, Mendelssohn, Giroud, Tournemire, Messiaen, Gigout, Haendel), 2016.

Musique française du XXe et du XXIe siècle dont plusieurs créations dédiées
- Jacques Chailley, Pierre Jansen, Antoine Tisné, Pierre Yves Level, Marcel Landowsky, Jean Rivier, André Jolivet, Pierre Ancelin (avec orgue)
- Jean Aubain, Pierre Lantier, Georges Enesco, Jean Hubeau, Florent Schmitt (avec piano)
- Jean Langlais, Intégrale des œuvres pour Trompette et Orgue

- Paraphrases sur Les Jours de l'Apocalypse d'après les poèmes d'Armel Guerne  en compagnie de Marie-Christine Barrault.

En cours (2009)
- L'Anthologie du cornet à pistons, premier volume en 2007, sur vingt volumes prévus (Première mondiale)

Ensemble de cuivres Pascal Vigneron
- L'Europe des Cuivres, Bach, Gabrielli, Purcell, Lejeune, ... .